# كأس لوكسمبورغ
كأس لوكسمبورغ (بالفرنسية: Coupe du Luxembourg)‏ هي مسابقة كأس خروج المغلوب الوطنية في لوكسمبورغ لكرة القدم. تم إنشاؤها في عام 1922، ويُقام سنويًا منذ ذلك الحين، باستثناء المواسم الأربعة خلال الاحتلال الألماني خلال الحرب العالمية الثانية.

## وصلات خارجية
- لوكسمبورغ – قائمة نهائيات الكأس، RSSSF.com